# Investigation Discovery (Estados Unidos)
Investigation Discovery (estilizado como ID desde 2020) é uma rede americana de televisão paga de propriedade da Warner Bros. Discovery, dedicada a documentários sobre crimes reais.

## História
O canal foi lançado em 1996 sob o nome Discovery Civilization Network: The World History and Geography Channel . Foi uma das quatro redes de TV a cabo digital lançadas pela Discovery Communications simultaneamente em outubro de 1996. Os planos para o canal surgiram em novembro de 1994, quando seu nome prévio era "Time Traveler".
Em abril de 2002, a New York Times Television e a Discovery Communications anunciaram uma joint venture para administrar o Discovery Civilization Channel. Até então, estava disponível em 14 milhões de lares. A parceria visava complementar os espetáculos históricos, com programação sobre atualidades e história contemporânea. Em 25 de março de 2003, o canal foi renomeado como Discovery Times, concentrando-se mais na cultura dos Estados Unidos, bem como em outras programações diversas. O nome anterior foi descrito como "um pouco fora da mensagem" pelos executivos do grupo.
Em abril de 2006, o The New York Times vendeu sua participação no Discovery Times de volta para a Discovery Communications, encerrando sua participação no canal. Apesar disso, o "Times" foi mantido no nome do canal até 27 de janeiro de 2008, quando o Discovery Times foi relançado como Investigation Discovery (ID), voltado para programas de crimes reais.
Em 2012, o canal foi expandido para a América Latina, sob o nome de Investigação Discovery no Brasil e Investigation Discovery para os outros países da América Latina.
Em 2016, devido ao ressurgimento da popularidade dentro do gênero de crimes reais, o ID foi a segunda rede a cabo mais bem avaliada nos Estados Unidos, entre as mulheres de 25 a 54 anos. Em 2018, o ID foi o sexto canal básico a cabo mais bem avaliado em visualizações de dia inteiro.
Em 12 de abril de 2020, o Investigation Discovery introduziu um novo logotipo, colocando um foco maior no acrônimo "ID" para torná-lo mais adequado para uso em várias plataformas.

## Programação
A maioria dos programas do ID são produções originais, mas também exibe reprises de programas fora da rede.
A série mais longa da ID é On the Case with Paula Zahn, que estreou em 2009. Outros programas de longa duração na rede incluem Disappeared e Homicide Hunter: Lt. Joe Kenda.